# Saussurea ussuriensis
Saussurea ussuriensis es una especie de la familia de las asteráceas. Es originaria de Asia.

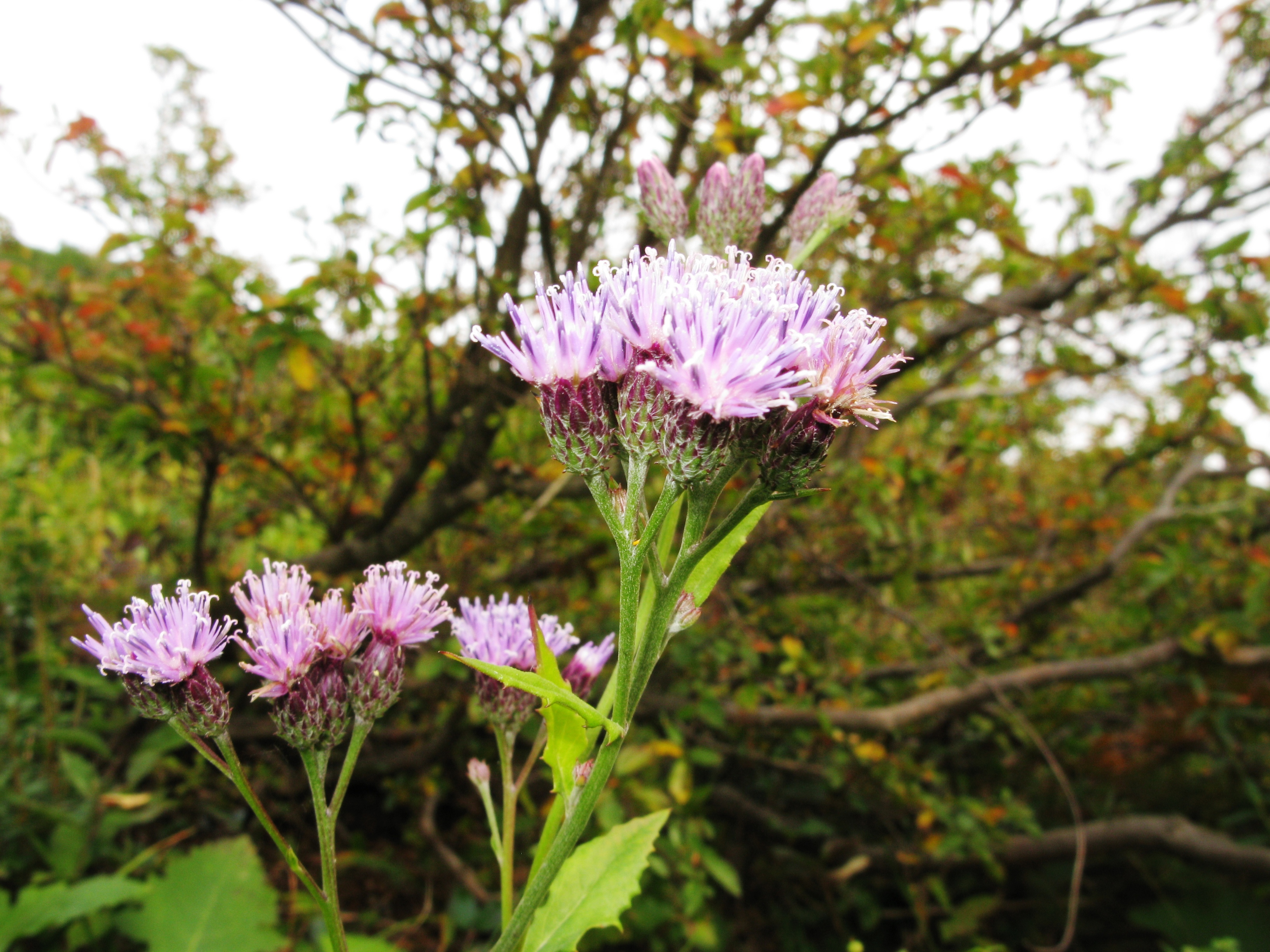
Inflorescencias

## Descripción
Es una planta herbácea que alcanza un tamaño de 30-120 cm de altura, perennifolia. Tallo solitario, erguido, ramificado apicalmente. Las hojas basales e inferiores son pecioladas; con pecíolo de 3.5-20 cm de longitud; limbo ovado u oblongo, 6-18 × 2.5-6 [-10] cm, pinnadas lobuladas o no, divididas,  de color verde, ± del mismo color, por lo general con glándulas con puntos, la base cordada para truncada, el ápice acuminado; lóbulos laterales con 3-7 pares, de forma triangular-oblongo, el margen entero o dentado grueso. Las hojas del tallo medio y superior poco pecioladas, la lámina foliar oblonga a linear, poco a poco más pequeñas hacia arriba en el tallo. Numerosos capítulos, agrupados en el extremo de las ramas en una inflorescencia en forma de  corimbo, poco pedunculada. Involucro campanulado estrecho, 5-8 mm de diámetro. Brácteas de las filas 5-7, los márgenes y el ápice generalmente de color púrpura, aracnoideas a glabrescentes, el ápice acuminado a agudo; con brácteas exteriores ovadas, 2-3 × 0.5-1 mm,  brácteas medias oblongas, 3-9 × 1.5-2 mm, e interiores lineales, 9.11 (-14) x 1-1.5 mm. Receptáculo de las cerdas de 5-6 mm. Corola de color rojo púrpura, 1-1.3 cm, tubo de 5-6 mm, la integridad física 5-5.5 mm, lóbulos 3,5-4 mm. Aquenio marrón claro con manchas oscuras, de 4-5 mm, glabros, el ápice con una corona corta. Vilano de color pajizo; exterior de las cerdas de 2-4 mm,  interior de las cerdas de 7-9 mm. Fl. y fr. Julio-septiembre. Tiene un número de cromosomas de 2 n = 26.

## Distribución y hábitat
Se encuentra en los bosques montanos, matorrales, pastizales, en ríos, barrancos, a una altitud de 1100-2900 metros, en Gansu, Hebei, Heilongjiang, Henan, Jiangsu, Jilin, Liaoning, Mongolia Interior,? Ningxia, Qinghai, Shaanxi, Shandong, Shanxi en China y en Japón, Corea, Mongolia y Rusia (Extremo Oriente)

## Taxonomía
Saussurea ussuriensis fue descrita por Carl Johann Maximowicz y publicado en Mémoires Presentes a l'Académie Impériale des Sciences de St.-Pétersbourg par Divers Savans et lus dans ses Assemblées 9: 167. 1859.
Etimología
Saussurea: nombre genérico que fue nombrado por De Candolle en honor de Nicolas-Théodore de Saussure (1767-1845).
ussuriensis: epíteto geográfico que alude a su localización en la cuenca del Río Ussuri.
Sinonimia
- Saussurea ussuriensis var. incisa Maximowicz;
- Saussurea ussuriensis var. laxiodontolepis Q. Z. Han & Shu Y. Wang;
- Saussurea ussuriensis var. pinnatifida Maximowicz.
- Saussurea spinulifera Franch.[3]